# Кузбасразрезугол
„Кузбасразрезугол“ (на руски: Открытое акционерное общество „Угольная компания „Кузбассразрезуголь““), позната със съкращението КРУ, е въгледобивна компания със седалище в гр. Кемерово, Кемеровска област, Русия.
Тя е на 2-ро място в страната по добив на въглища с добити 49 млн. тона през 2010 г.

## История
Официално за дата на основаване се счита 19 май 1964 година, когато по разпореждане на Министерския съвет на РСФСР е създаден Комбинат „Кузбаскареругол“ („Кузбасскарьеруголь“), който обединява открития въгледобив в Кузбас – Кузнецкия въглищен басейн. В състава на комбината влизат 13-те действащи в Кемеровска област разреза (открити въглищни рудници), спомагателни предприятия и организации с около 14 хиляди работещи. По онова време в Кузбас по открит способ годишно са добивани 18,7 млн. тона въглища. През 1989 г. достигнато максималното равнище на добива – 63 млн. тона от 21 разреза.
Концернът „Кузбасразрезугол“ е създаден през 1990 г. на базата на Производственото обединение „Кемеровоугол“ („Кемеровоуголь“), формирано на основата на Комбината „Кузбаскареругол“. В хода на приватизацията предприятия от концерна са преобразувани в акционерни дружества. Те стават основата за формиране през 2003 година на сегашната компания ОАО „УК „Кузбассразрезуголь““.
През март 2006 г. тя придобива контролния пакет (51 %) от акциите на британската въглищна компания Powerfuel.